# Rajeev Jain
Rajiv Jain  es un cineasta indio que trabaja principalmente en el cine indio. Él es oriundo de Lucknow, en Uttar Pradesh y un alumno de Bhartendu Academia de Arte Dramático, Lucknow, donde estudió 1983-1985. Él ha estado haciendo el papel de Director de fotografía con muchos años de experiencia en largometrajes, corporativos, documentales, videos musicales y películas publicitarias. Rajeev Jain es un miembro activo de la Sociedad' (Indian Cinematographers' Society - ICS) y el oeste de la India Los directores de fotografía de los directores de fotografía de la India Asociación (Western India Cinematographers' Association - WICA).

## Primeros años y educación
Rajiv Jain  nació el 29 de noviembre de, 1964 y pasó su infancia y días de escuela en un pequeño pueblo llamado distrito Basrehar, Etawah y diploma de la Academia de Arte Dramático Bhartendu en Lucknow especializados en la iluminación de la etapa. Rajeev descubrió Todavía la fotografía de su padre que tenía una cámara fotográfica Instamatic que le fascinaba y más tarde se compró una cámara reflex de objetivo único y pasó casi todo su tiempo inmerso en la toma de fotografías. Después de algún tiempo se desarrolló un interés en productos de cine fotografía y luego pasó a hacer una carrera en el campo de la cinematografía.

## Vida personal
Rajeev Jain  está casado con Smita Nair Jain y sus dos hijas, Abigail Jain (nacido: 1992) y Kimberly Jain (nacido: 1996) son actores indios notables.

## Cine y Publicidad Carrera
Rajiv Jain  tiene años de cinematografía profesional y experiencia de la fotografía digital. Como Director de Fotografía (DOP) que se especializa en el rodaje de los anuncios de televisión y largometrajes. Su trabajo como director de fotografía abarca comerciales, documentales, largometrajes, infomerciales, videos musicales, cortometrajes y series de televisión.

## Filmografía

### Como director de fotografía
| Largometrajes                | Director                | Año                  | Idioma  | Papel                                            | Premios(Nominado / Winner) |
| ---------------------------- | ----------------------- | -------------------- | ------- | ------------------------------------------------ | --- |
| Trimurti                     | Mukul S. Anand          | 1995                 | Hindi   | Directora adicional de fotografía segunda Unidad | Screen Awards (1995) Mejor fotografía |
| Army                         | Ram Shetty              | 1996                 | Hindi   | Director de fotografía                           | Debut en el cine Hindi |
| Gupt: The Hidden Truth       | Rajiv Rai               | 1997                 | Hindi   | Directora adicional de fotografía segunda Unidad | |
| Tunnu Ki Tina                | Paresh Kamdar           | 1997                 | Hindi   | Directora adicional de fotografía segunda Unidad | |
| Shri Satyanarayan Vrat Katha | Vijay Pande             | 1998                 | Hindi   | Director de fotografía                           | |
| Pyaar Mein Kabhi Kabhi       | Raj Kaushal             | 1999                 | Hindi   | Director de fotografía                           | |
| Badhaai Ho Badhaai           | Satish Kaushik          | 2002                 | Hindi   | Director de fotografía                           | |
| Chalte Chalte                | Aziz Mirza              | 2003                 | Hindi   | Directora adicional de fotografía segunda Unidad | Premios Estrella de Guild (anteriormente conocido como el Premio del Sindicato de Productores de Cine y Televisión de Apsara) (2003-2004) Nominado |
| Heartbeat FM                 | Matthew Robinson        | 2005                 | English | Director de fotografía                           | Kenia Cine y TV Awards(Premios Kalasha) (2009) Nominado                                                                                            |
| Rang De Basanti              | Rakeysh Omprakash Mehra | 2006                 | Hindi   | Additional Director de fotografía Segunda Unidad | Premios Academia Internacional de Cine de la India (2007) mejor fotografía premios Filmfare (2007) mejor fotografía                                |
| Ras Star                     | Wanuri Kahiu            | 2006                 | Suajili | Director de fotografía                           | |
| Afrika, mon amour            | Carlo Rola              | 2007                 | Deutsch | Directora adicional de fotografía segunda Unidad | Debut en el cine alemán |
| Kadachit                     | Chandrakant Kulkarni    | 2007                 | Marathi | Director de fotografía                           | Debut en el cine marathi |
| Meerabai Not Out             | Chandrakant Kulkarni    | 2008                 | Hindi   | Director de fotografía                           | |
| Aiyyo Paaji!                 | Manika Sharma           | 2009                 | English | Director de fotografía                           | |
| Carry on Pandu               | Chandrakant Kulkarni    | 2011(completed)      | Hindi   | Director de fotografía                           | |
| Ajintha                      | Nitin Chandrakant Desai | 2012                 | Marathi | Director de fotografía                           | |
| Mzungu                       | Edoardo Scotti          | 2013(completed)      | English | Director de fotografía                           | |
| Sona_Spa                     | Makrand Deshpande       | 2013                 | Hindi   | Director de fotografía                           | |
| Rama Madhav                  | Mrinal Dev-Kulkarni     | 2014                 | Marathi | Director de fotografía                           | |
| The Wishing Tree             | Manika Sharma           | 2015(completed)      | Hindi   | Director de fotografía                           | |
| Manjhi - The Mountain Man    | Ketan Mehta             | 21 de agosto de 2015 | Hindi   | Director de fotografía                           | |
| Truckbhar Swapna             | Pramod Pawar            | 2016(completed)      | Marathi | Director de fotografía                           | |